# Йенсен, Нильс (футболист, 1994)
Нильс Йенсен Ланге (дат. Niels Jensen Lange; род. 20 октября 1994, Коллинг, Дания) — датский футболист, полузащитник клуба «Оденсе КС».

## Карьера
Нильс начинал карьеру в «Коллинге». В 2015 и 2016 годах он выступал за любительские клубы «Сюдвест» и «Войенс». В 2016 году полузащитник присоединился к «Б1913», однако провёл всего 18 игр в Датской Серии за 3 сезона. В сезоне 2016/17 он выиграл в составе клуба Серию Фюна. В 2019 году Нильс переехал в Исландию и отыграл половину сезона за «Ватналилюр» в четвёртом дивизионе страны. Летом 2019 года он вернулся в Данию и стал игроком «Оденсе КС» из второго дивизиона, в составе которого играл на протяжении 2 с половиной сезонов.
В 2022 году Нильс перешёл из «Оденсе КС» в фарерский «Б68». Его дебют в фарерской премьер-лиге состоялся уже в первом туре: 6 марта в матче с «Б36» полузащитник вышел на поле в стартовом составе и был заменён Лукашем Чеслевичем на 63-й минуте встречи. Всего игрок провёл 15 игр в рамках первенства архипелага. Поскольку он приобретался под нужды Эссура Хансена, а с назначением главным тренером «Б68» Якупа о Борга полузащитник потерял место в составе и был переведён в резервную команду, лидировавшую во втором дивизионе. Там он сыграл 10 матчей и отметился тремя дублями: третьим командам «07 Вестур» и «НСИ», а также «Хойвуйку». «Б68 II» стал победителем второй фарерской лиги, а Нильс ушёл из команды в конце сезона-2022.
Зимой 2023 года Нильс вернулся в «Оденсе КС», опустившийся в Датскую Серию.

## Достижения
«Б1913»
- Победитель Серии Фюна (1): 2016/17

 «Б68 II»
- Победитель второго дивизиона Фарерских островов (1): 2022